# Bildungshaus St. Hippolyt

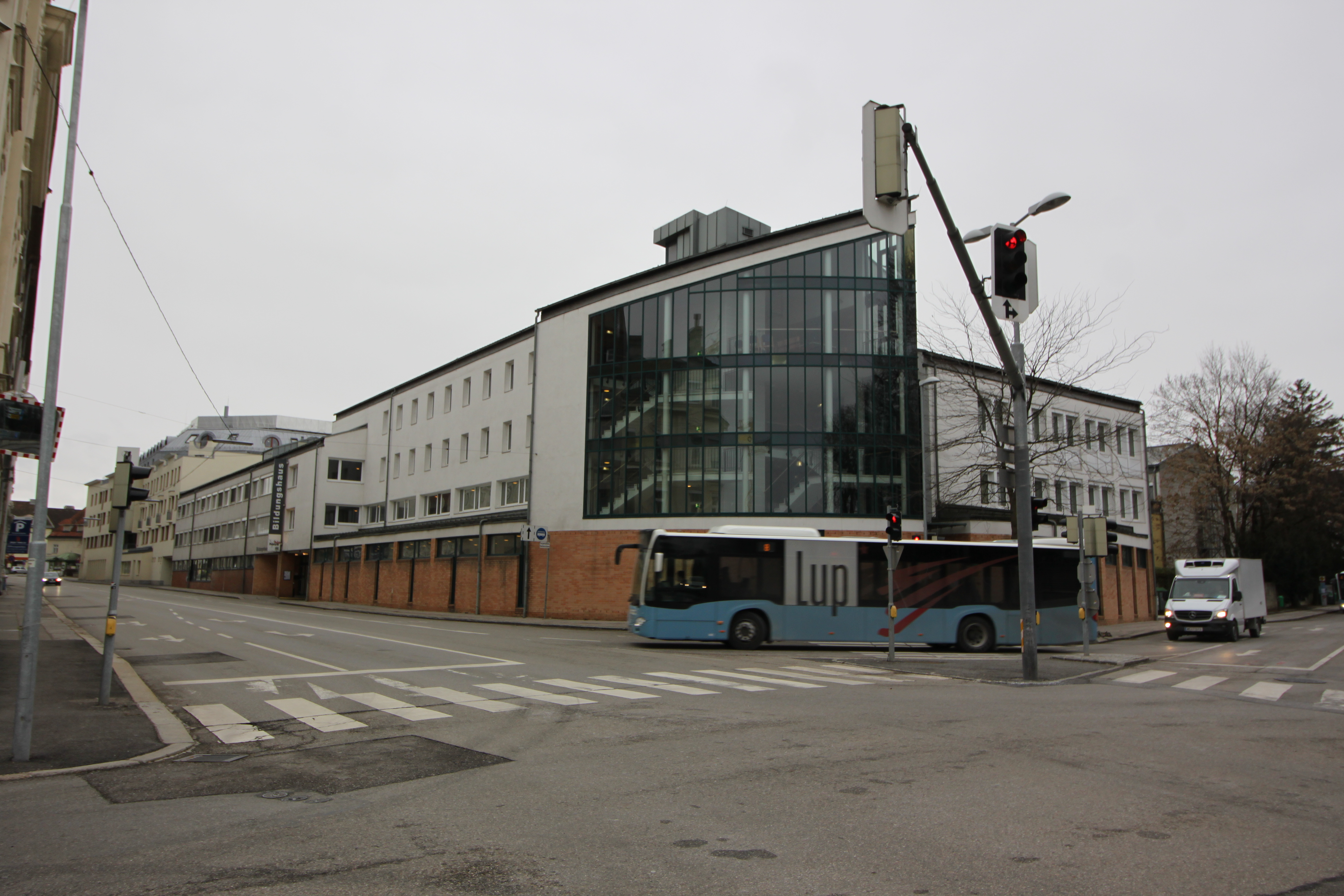
Bildungshaus St. Hippolyt in St. Pölten

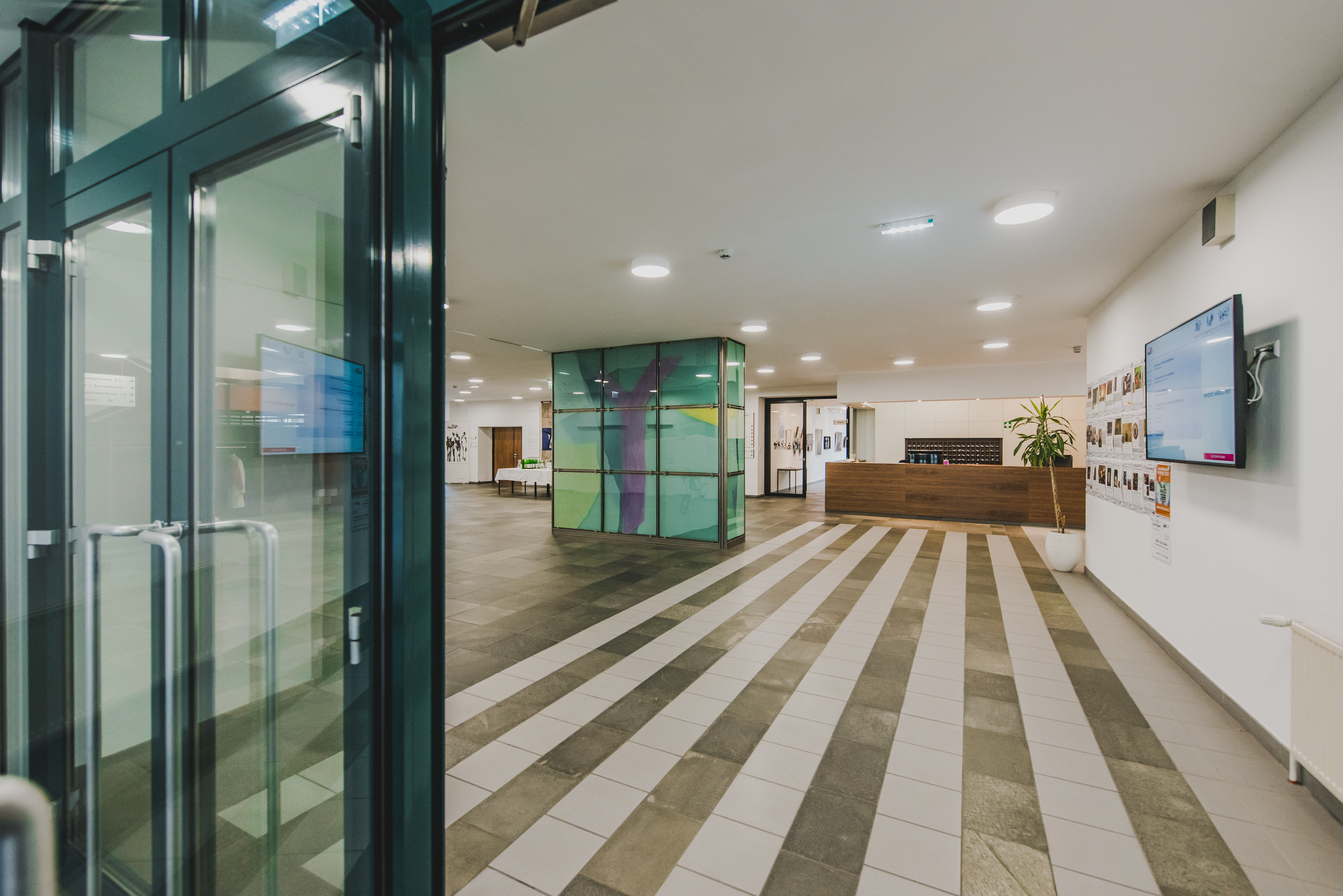

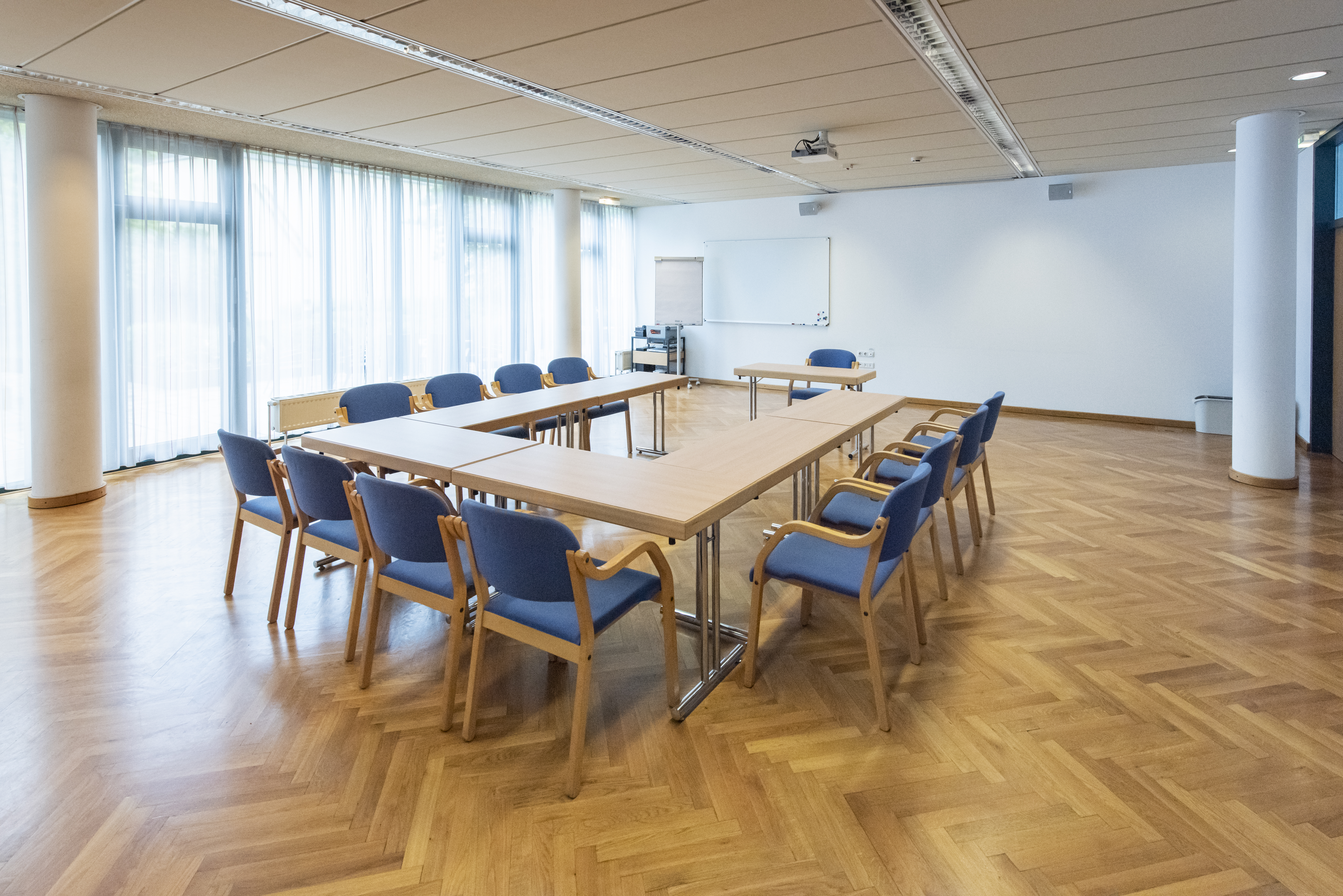

Das Bildungshaus St. Hippolyt steht in der Eybnerstraße 5 in der Landeshauptstadt St. Pölten in Niederösterreich. Das auf den heiligen Hippolyt von Rom benannte Bildungshaus ist eine römisch-katholische Bildungseinrichtung der Diözese St. Pölten.

## Geschichte

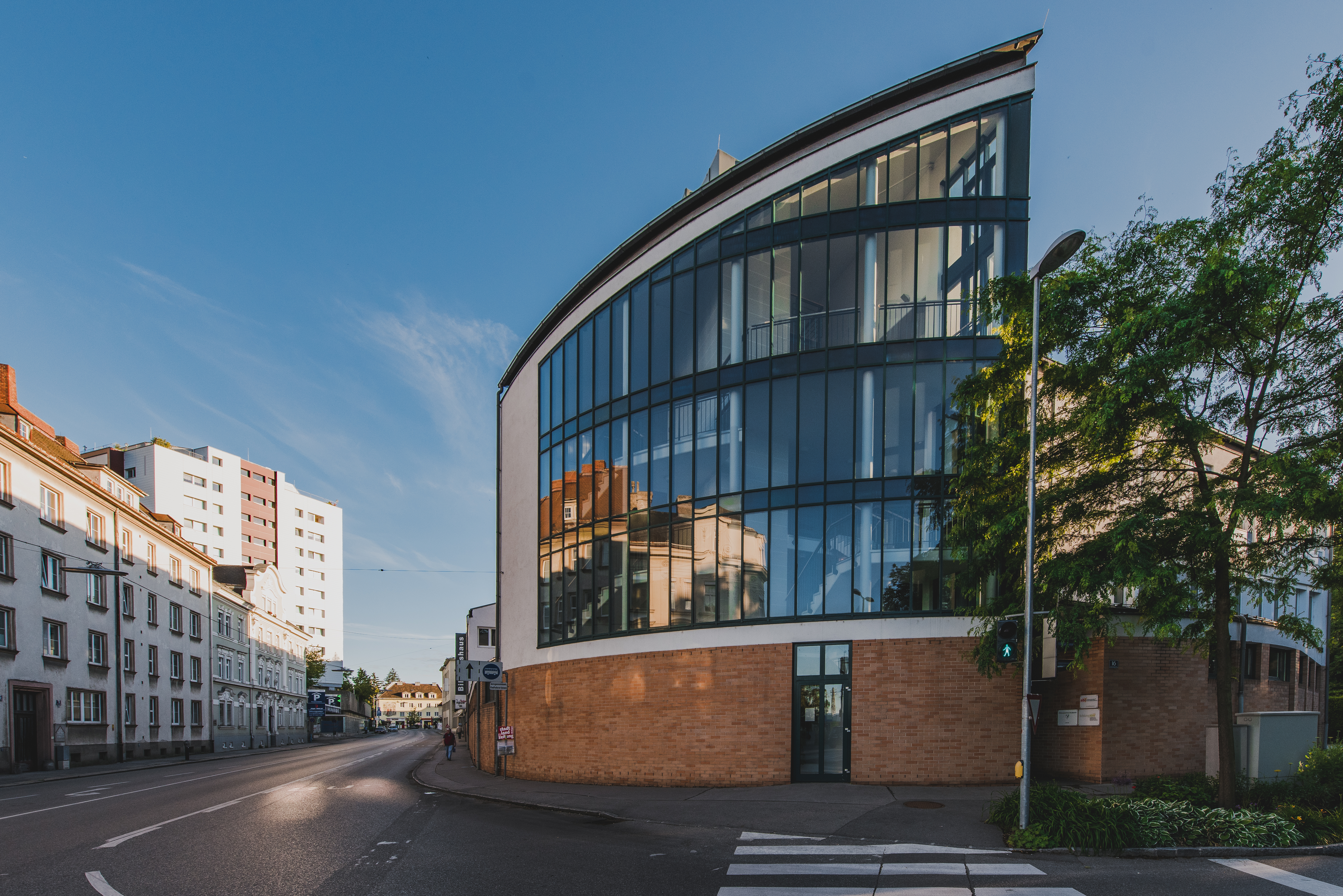

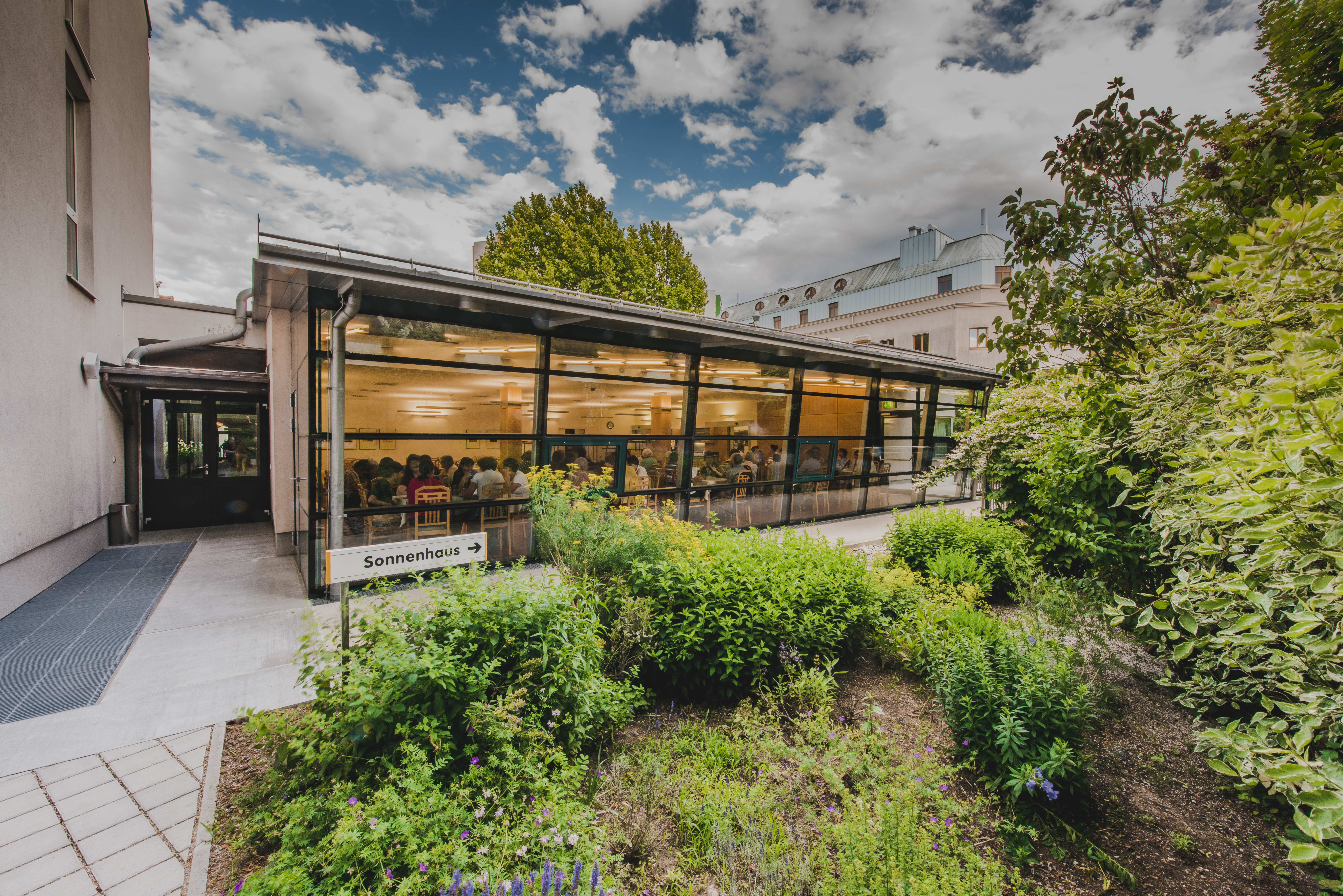

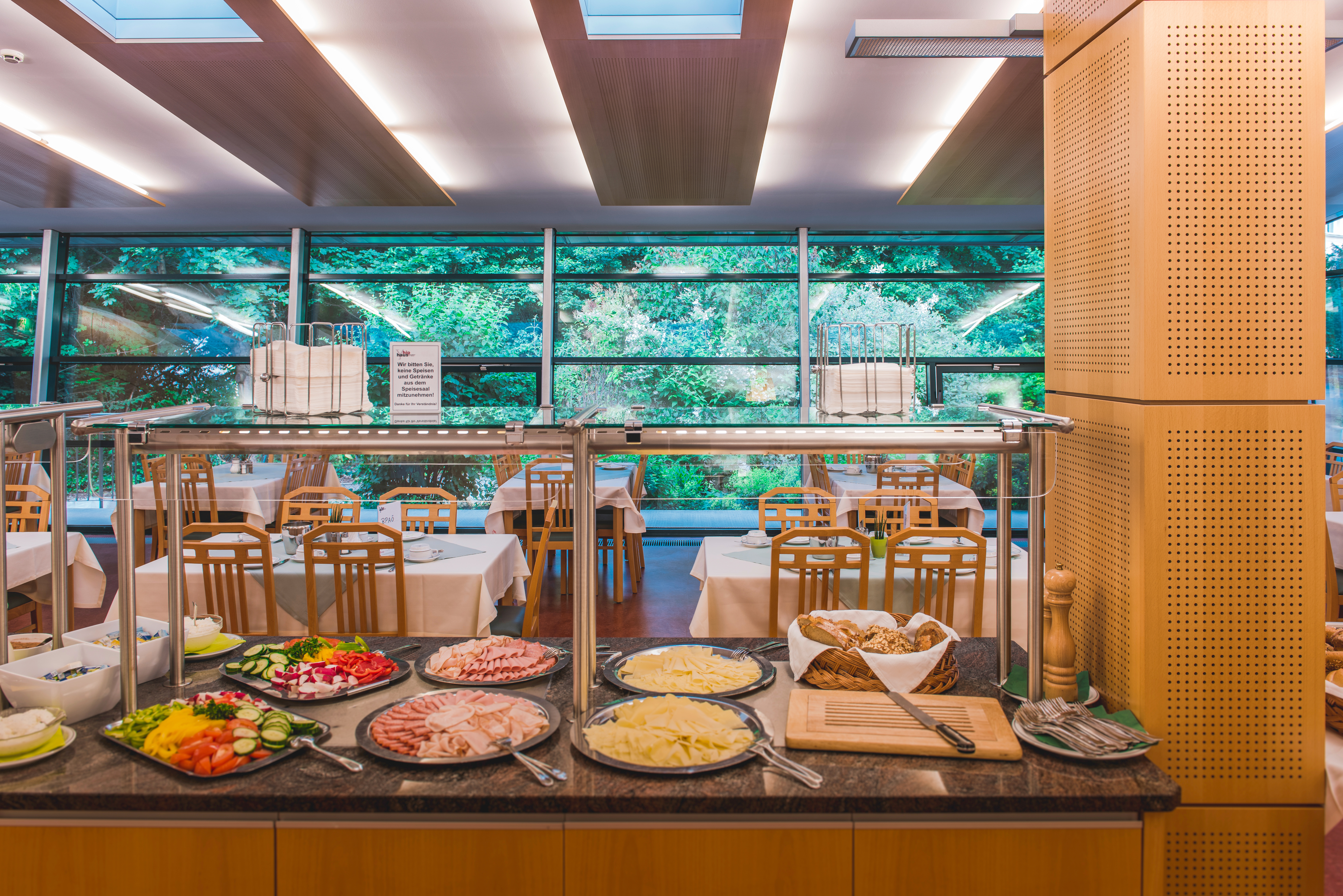

1957 erwarb die Diözese das Gelände der ehemaligen Schreckmühle am sogenannten Mühlbach. 1959/1961 wurde nach den Plänen des Architekten Julius Eberhardt ein Bildungshaus gebaut. Die Initiative zum Bau entstand unter Bischof Michael Memelauer, welcher am Tag der Eröffnung und Weihe der Kapelle am 30. September 1961 verstarb. Koadjutor Franz Žak, welche mit dem Recht der Nachfolge an diesem Tag die Nachfolge übernahm, setzte mit der Eröffnung und Weihe seine erste Amtshandlung. 1981 wurde mit dem Maler Rudolf Kolbitsch die Kapelle neu gestaltet. 1986 wurde das sogenannte Sonnenhaus zum Gästehaus umgebaut. 1990/1992 wurde nach den Plänen des Architekten Wolfgang Pfoser das Bildungshaus mit einem Zubau mit weiteren Tagungsräumen und Gästezimmern und einer Tiefgarage erweitert. Zum 30. September 1992 wurde die Erweiterung vom Bischof Kurt Krenn gesegnet und eröffnet. 1999 wurde der Exerzitientrakt neu gestaltet, 2004 die Küche und der Speisesaal. 2018 wurde der Eingangsbereich nach den Plänen der Architekten Markus Schuster und Andreas Votzi offener gestaltet und am 28. September vom Bischof Alois Schwarz gesegnet und eröffnet.

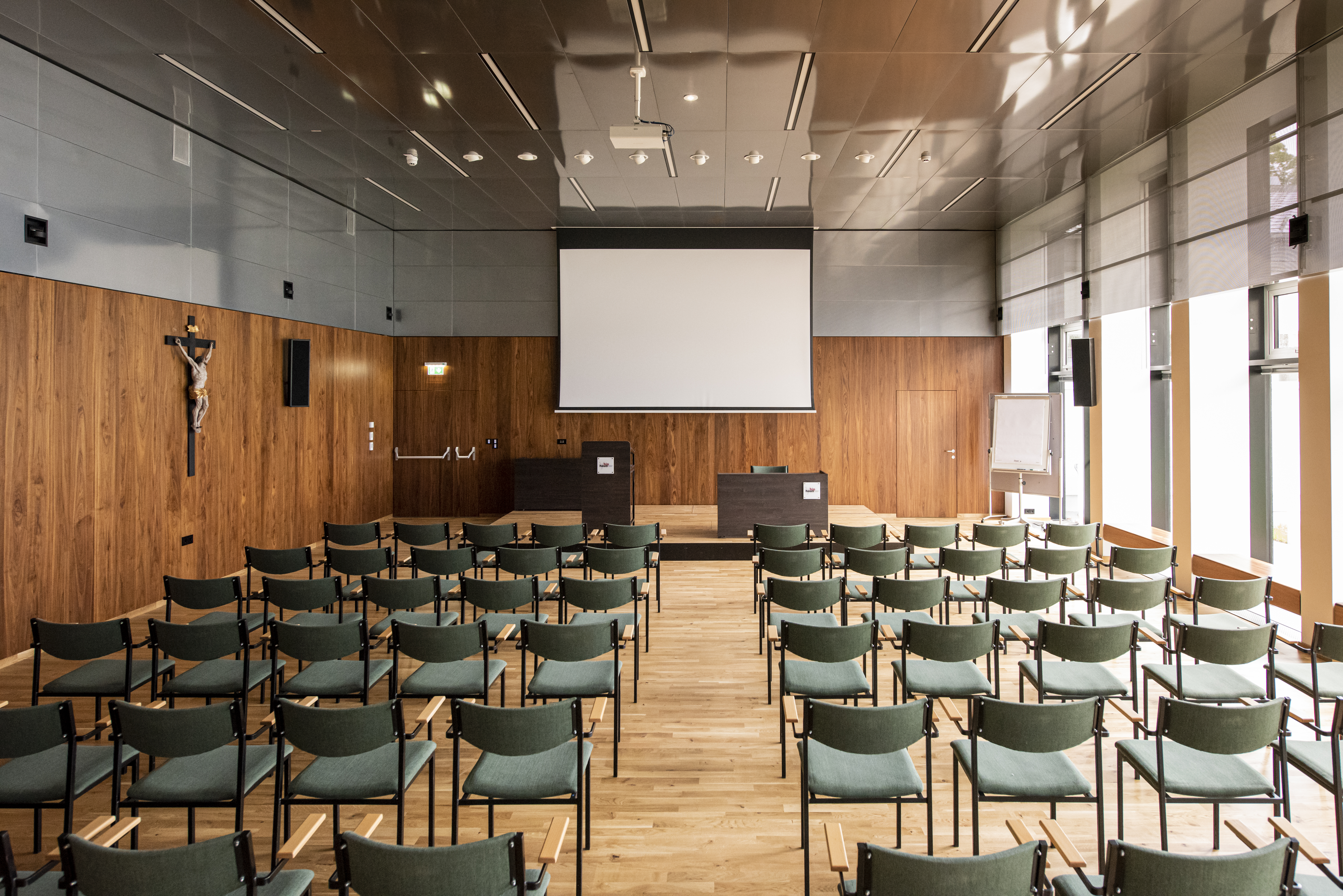

## Architektur
Die mehrtraktige drei- bis viergeschoßige Anlage zeigt eine großflächige verglaste Ecklösung zur Klostergasse.

## Kapelle
Anfänglich war die Kapelle ein schlichter Raum mit einem Altar aus schwarzem Marmor, einem Kreuz, und mit einer gotischen Madonna, um 1440 geschaffen, welche aus der Filialkirche Harmannstein hierher übertragen wurde.

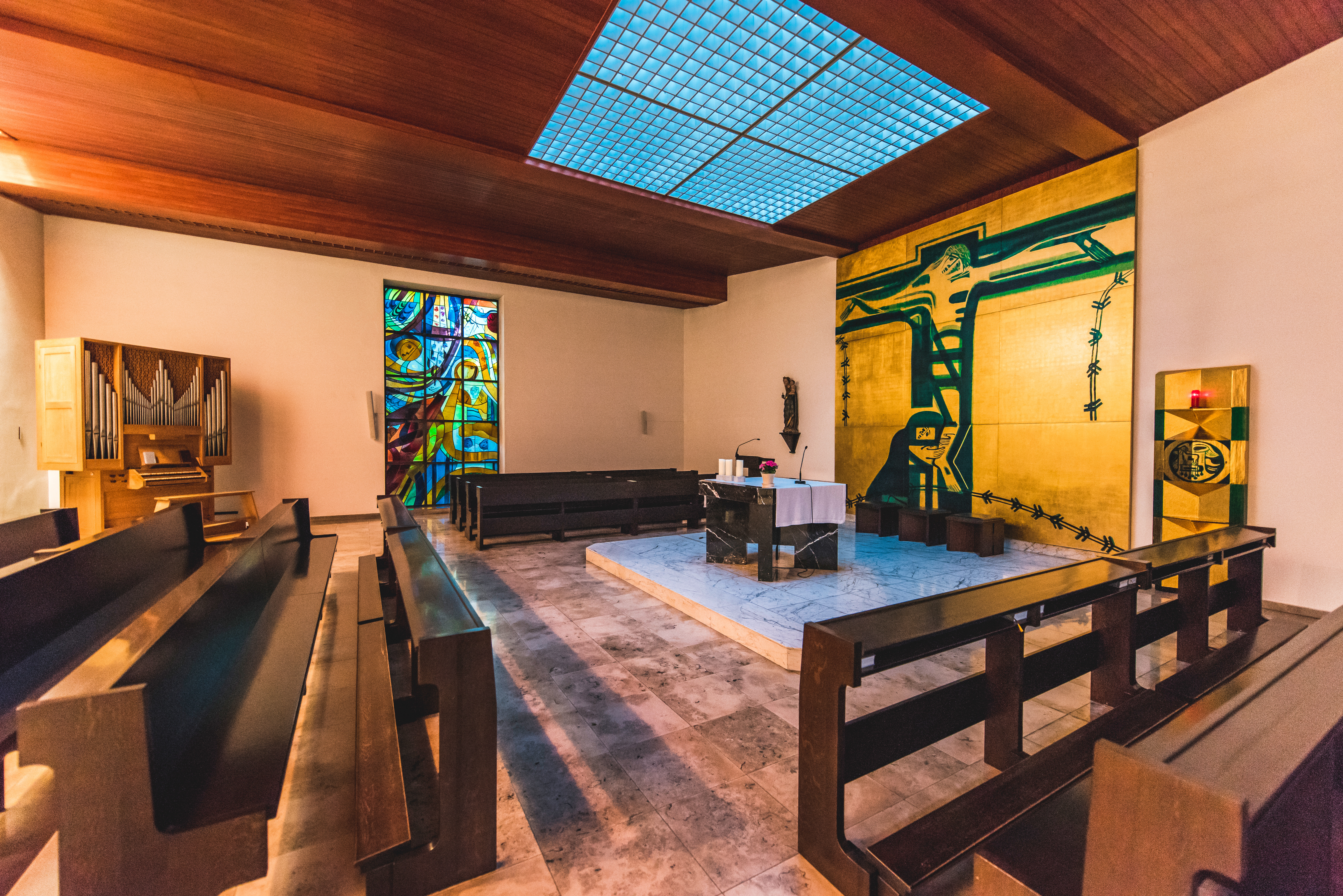

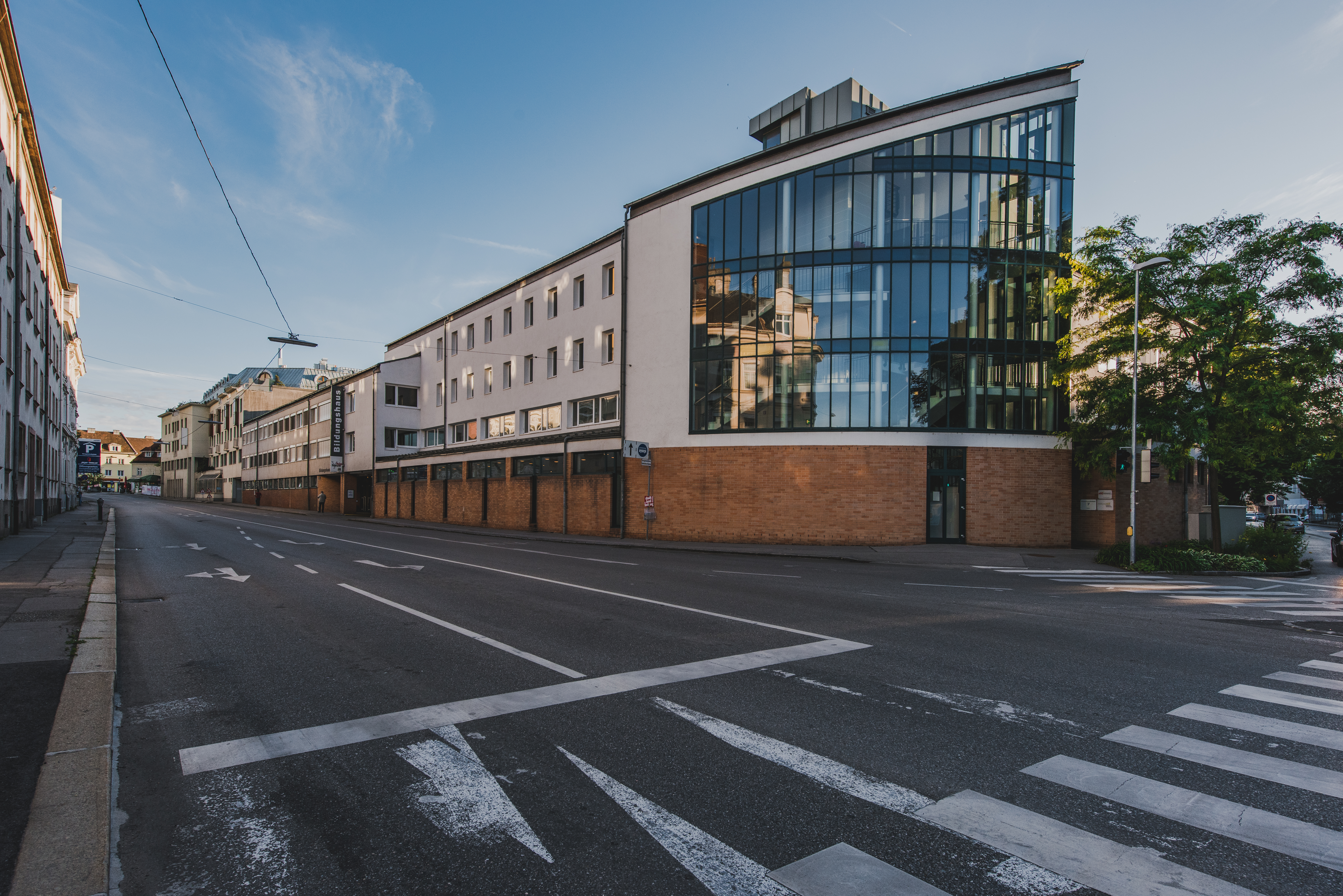

Mit Rudolf Kolbitsch wurde 1981 die Kapelle neu gestaltet, die Portaltür zeigt mit einer Stahlätzung die Flucht nach Ägypten, die Bildtafel an der Altarwand zeigt Jesus am Kreuz, die Bildtafel an der Eingangswand die Schöpfung, das rechte Glasfenster zeigt die Auferstehung Christi, das linke Glasfenster Mariä Verkündigung, die freistehende Tabernakelstele zeigt das Lamm Gottes und das Buch mit den sieben Siegeln.
Das Bild mit einer Weihnachtsszene als Kohlegrafik im Aussprachezimmer malte József Viktorián Pituk (1981). Die Figur im Wachsausschmelzverfahren hl. Hippolyt im Vorraum der Kapelle schuf Friedrich Seitz (1985). Für die Weihnachtszeit schuf Karl Abraham Selig (1999) eine Ikone Geburt Christi.
Die zweimanualige Orgel mit mechanischem Schleifkasten und sieben Registern baute Herbert Gollini (1972). Die Orgel, für das Bildungshaus bestellt, gelangte jedoch anfänglich in die Kapelle im Bischöflichen Seminar Melk. 2010 wurde die Orgel hierher übertragen.

## Bildungshaus
- 1962 trat das Hippolythaus der Arbeitsgemeinschaft Bildungshäuser Österreich bei.
- 1963 fanden 166 Kurse – davon 62 hauseigene – mit 3853 Besuchern statt.
- 2016 fanden 1386 Kurse – davon 364 hauseigene – mit 33571 Besuchern statt.
- Seit der Gründung werden im Ausstellungsbereich im Erdgeschoß jährlich drei bis vier Ausstellungen mit Künstlern zu gesellschaftspolitischen und religiöser Themen gezeigt. Seit 2006 gibt es auch jährlich eine Ausstellung mit dem Thema Unsere Heiligen.

## Literatur

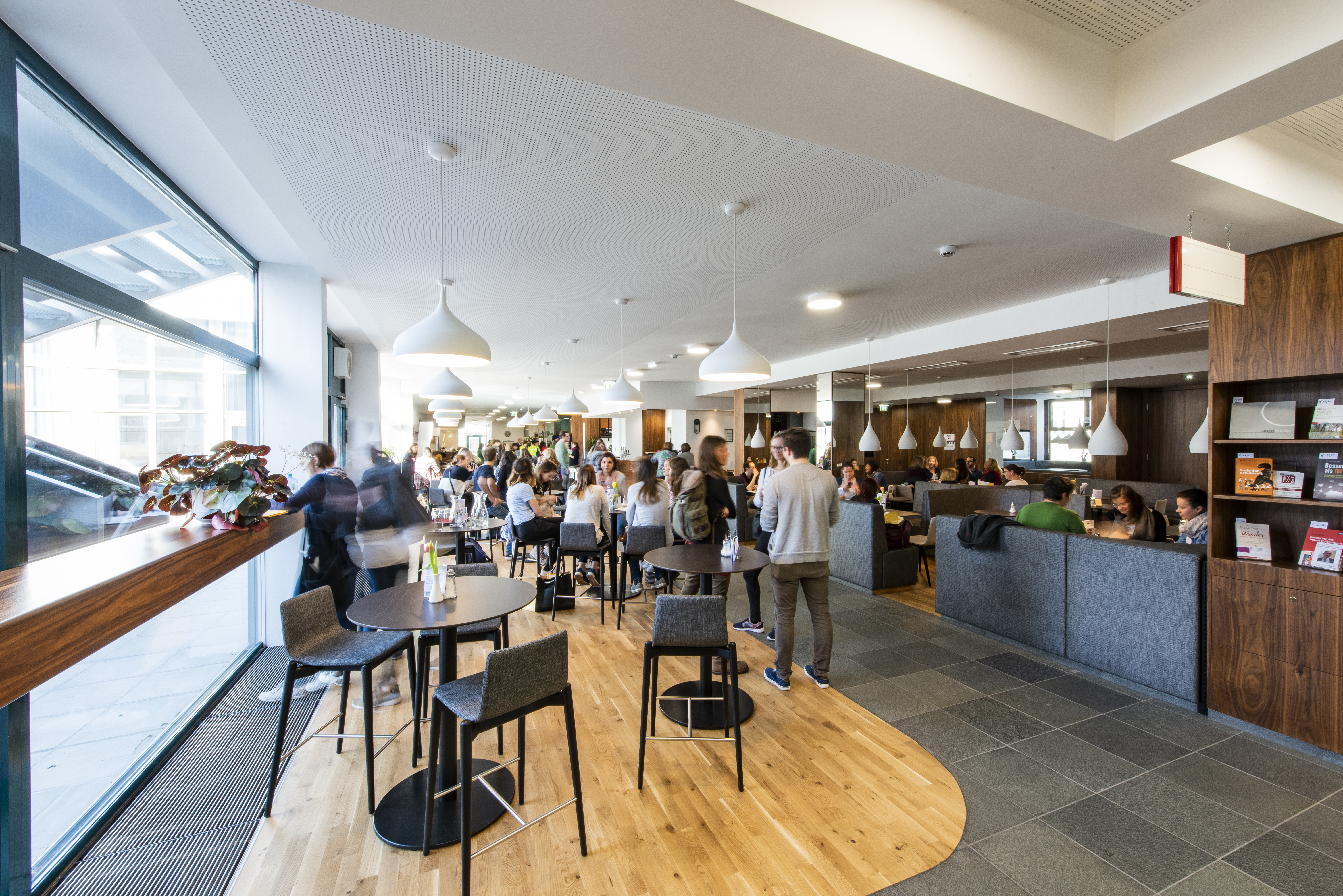